# Ямасита, Кадзухито
Кадзухито Ямасита (яп. 山下和仁, ромадзи Yamashita Kazuhito; род. 25 марта 1961, Нагасаки) — японский классический гитарист.
Учиться игре на гитаре начал в возрасте восьми лет у отца, Тору Ямаситы, затем в Академии музыки Нагасаки, у Кодзиро Кобунэ. Мировую известность получил во второй половине 1970-х годов, выиграв сначала Японский конкурс гитаристов, а затем — Конкурс имени Рамиреса в Испании, Александрийский конкурс в Италии, наконец, Международный конкурс гитаристов в Париже (стал самым молодым его победителем). Вслед за этим последовали концерты музыканта в Токио и Амстердаме. В 1984 году Ямасита выступил на фестивале гитары в Торонто, где впервые исполнил собственное переложение знаменитого фортепианного цикла Модеста Мусоргского «Картинки с выставки», вызвав настоящий фурор у публики и музыкальной критики. Он также переложил для исполнения на гитаре «Жар-птицу» Стравинского, Девятую симфонию Дворжака, Героическую симфонию Бетховена и ряд других сочинений. В настоящее время гитарист ведёт активную концертную деятельность, выступая как соло, так и совместно с другими музыкантами и в сопровождении оркестра.

## Творчество
Ямасита — один из наиболее заметных современных классических гитаристов. Его исполнение отличается филигранной техникой, широкими динамическими градациями звучания, глубоким пониманием стиля. Музыкант расширил арсенал современных технических средств исполнения, употребляя различные типы тремоло, резонансных звучаний и др. Репертуар Ямаситы весьма обширен и охватывает сочинения от эпохи Ренессанса до современных композиций. Он охотно участвует в крупных проектах, связанных со звукозаписью: записал полное собрание сочинений Фернандо Сора на шестнадцати компакт-дисках, а также все сонаты, партиты и сюиты И. С. Баха для скрипки, виолончели, флейты и лютни в собственном переложении для гитары. Ямасите принадлежат также несколько оригинальных сочинений для гитары.